# Barda (Bardinski rajon, Azerbajdžan)
Barda je grad i sjedište istoimenog rajona u unutrašnjosti Azerbajdžana. Smješten je na lijevoj obali rijeke Tartar. Smatra se da je grad bio prijestolnicom Kavkaske Albanije krajem četvrtog stoljeća.
Prema popisu stanovništva iz 2010. brojao je više od 41 000 stanovnika.